# アレクサンドロス・ポリュヒストル
アレクサンドロス・ポリュヒストル（古代ギリシア語: Ἀλέξανδρος ὁ Πολυΐστωρ, 英: Alexander Polyhistor, 紀元前1世紀）とは、ミトリダテス戦争時に共和政ローマに連行されたギリシャの学者、著作家。解放奴隷となった後もイタリア国内に留まり、その業績から博学者（ポリュヒストル）の名前を冠して呼ばれているが、著作の大部分は失われ、現在は多くの著作が断片的に伝わっているのみとなっている。

## 経歴
アレクサンドロスは紀元前1世紀のローマで活躍した。スーダ辞典に依れば、彼はミレトスの出身であるとされているが、ビザンティウムのステパノスは、大語源に於いてアレクサンドロスはコティアエウスと記されていた事から、フリギアのコティアエウム（現在のトルコキュタヒヤ県キュタヒヤ）の出身であるとした。  また、此の両者が別人物である可能性もあり、出身についてははっきりとしていない。
彼はミトリダテス戦争時にギリシャからローマへと連行され、コルネリウス・レントゥルスの家庭教師として雇われた。その後、彼から名前を取ってコルネリウス・アレクサンドロスと名乗る様になった。また、彼はルキウス・コルネリウス・スッラから市民権を得た。.
彼はラティウムのラウレントゥムで火事の為、家諸共焼死した。

## 業績
スーダ辞典は彼の著作を一覧にせずに、番号を振った。この番号は今でも用いられる事がある。
アレクサンドロスの最も重要な論文は古代国家の殆どの国家に関する歴史的及び地理的考察について記した42冊の本である。この中にはローマ、三冊以上に亘ってエジプト、ビテュニア、ポントス（現在の黒海）、イリュリア、インド、カルデア史について記した物もある。また、ユダヤ人に関しての論文も在り、当時のユダヤ人作家の文章を判り易く換言した。哲学者としては哲学の成功を著し、ディオゲネス・ラエルティオスの哲学者列伝の解説をしている。然し、完全な形で現存している物は無く、換言している部分や抄訳が残されているのみで、主にそれはラエルティオスに関する部分である。
また、弟子にはラテン語作家で学者のガイウス・ユリウス・ヒュギーヌスが居る。

## 関連書籍
- W. Adler, "Alexander Polyhistor’s Peri Ioudaiôn and Literary Culture in Republican Rome," in Sabrina Inowlocki & Claudio Zamagni (eds), Reconsidering Eusebius: Collected papers on literary, historical, and theological issues (Leiden, Brill, 2011) (Vigiliae Christianae, Supplements, 107),